# 만타이
만타이(滿泰, ᠮᠠᠨ᠋ᡨ᠋ᠠᡳ Mantai，?-1596)는 울라나라씨(烏拉那拉氏)로, 해서여진(海西女眞) 울라(Ula, 烏拉) 제3대 수장이다. 전임 수장 부간(Bugan, 布干)의 차남으로, 재위 기간 동안 울라가 하다(Hada, 哈達)의 지배를 벗어나게 하였고, 수완(Suwan, 蘇完)과 시버(Sibe, 錫伯) 두 부를 잇달아 병탄하는 등 영역을 확대하였다. 이후 군대를 파견하여 여허(Yehe, 葉赫)를 수장으로 하는 구부(九部) 연합군에 참가하여 건주여진(建州女眞)과 구러산(gure i alin, 古勒山)에서 격전을 벌였지만 동생 부잔타이(Bujantai, 布占泰)가 생포되었다.(구러산 전투) 몇 년 후 변방 순시 중 습격을 받아 숨졌다.

## 생애
만타이는 즉위 후 완한(Wan han, 萬汗) 왕타이(王台)가 사망하면서 하다가 쇠락하고 세 아들이 왕위 쟁탈을 벌이게 되었다. 이를 틈타 만타이는 하다로부터 벗어났다. 만타이는 또한 남쪽으로 진격하여 여허와 연합한 후, 수완과 시버 두 부를 분할하였으며 원래 울라에 속한 수이하성(綏哈城)을 탈환하였다. 수완 수장 솔고(索爾果)와 아들 피옹돈(費英東) 등이 남쪽으로 가서 건주여진에 항복하였고, 시버 수장은 여허에 투항하였다. 만타이는 울라로 도주한 왕타이의 오남 멍거불루(Menggebulu, 孟格布祿)가 하다로 돌아가 즉위하는 것을 지지하였으며, 자신의 동생 부잔타이를 파견하여 여허와 호이파(Hoifa, 輝發)의 분쟁을 조정하는 것을 주도하도록 하였다. 이로써 만타이는 울라의 명성이 크게 떨치게 하였고, 또한 왕타이의 뒤를 이어 새롭게 해서여진(海西女眞)의 맹주 지위를 얻게 되었다. 그러나 당시 여허의 힘이 더욱 커졌고 배후에는 명(明)의 지지를 받고 있어, 만타이는 여허의 맹주 지위를 인정할 수 밖에 없었다. 1593년 가을, 만타이는 자신의 영역 내 정국이 볼안해 짐에 따라 동생 부잔타이를 대신 출정시켰다. 만타이는 부잔타이에게 군사 3천명을 거느리게 하고 여허가 중심이 되는 구부(九部) 연합군 군사 작전에 참여하게 하였다. 구부 연합군은 누르하치(Nurhaci, 努爾哈赤)의 건주여진을 상대로 전투를 벌였으나, 연합군은 대패하였고 맹주 여허버일러 부자이(布寨)는 살해되었으며 부잔타이는 생포되었다. 이로 인해 만타이는 두려움을 느끼고, 다시는 여허가 건주를 상대로 벌이는 군사 활동에 참여하지 않았다. 만타이는 건주여진에 예물을 후하게 주고 부잔타이를 되돌려 받고자 하였으나 누르하치는 거절하였다. 상황이 이렇게 되자 만타이는 태도를 바꿔 누르하치와 우호를 맺기로 하였고, 1596년 만타이는 부잔타이 가족 20여 명을 건주로 압송하여 부잔타이와 함께 살도록 하였다.
울라와 여허는 수완의 영토를 분할한 이후 인접하게 되면서, 변경에서의 각종 분쟁이 조금씩 발생하기 시작하였다. 만타이는 무리를 이끌고 변경 지역인 수와얀 시란(Suwayan Siran, 蘇斡延濕欄, 오늘날 중국 길림성吉林省 장춘시長春市 쌍양하雙陽河)로 가서 월경한 여허인을 몰아내었고 새롭게 토목을 벌였다. 7월, 만타이와 장남 초후리(撮胡里)가 암살되었다. 그러나 암살자가 누구인지는 의견이 분분하였다. 흔히 언급되는 설로는 만타이와 초후리가 '마을의 두 유부녀를 강간하자 남편이 밤에 들어가 이들을 암살하였다(淫村中二婦, 其夫夜入將其殺死)'는 것이다 또 다른 설에 의하면 만타이 족숙(族叔) 힝니야(Hingniya, 興尼牙)가 여허의 지지 하에 정변을 일으켜 만타이 부자를 죽이고 부녀를 간음하였다가 살해되었다는 요설을 퍼뜨렸다는 것이다. 만타이 사후 누르하치는 부잔타이를 호송하여 울라로 돌아가 즉위하게 하였으며, 힝니야는 왕위 쟁탈에서 패배하고 여허로 도주하여 투항하였다.
만타이는 모두 네 명의 아들이 있었는데, 나이순대로 초호리(撮胡里), 남다리(納穆達里), 압타이(阿布泰), 부다리(布打里)였다. 울라는 멸망 후 만주팔기(滿洲八旗) 정백기(正白旗)에 예속되었다. 그중 압타이는 화석공주(和碩公主)를 아내로 맞이하여 어푸(efu, 額駙, 청조의 부마)에 봉해졌고, 도통겸좌령(都統兼佐領)까지 역임하였다. 남다리는 울라 멸망 후 닝구타(Ningguta, 寧古塔)로 이주하여 버일러(貝勒)에 즉위하였다. 남다리 사후 아들 바인타이주(拜音泰柱)가 울라로 귀환하여 두등시위(頭等侍衛)를 역임하였으며 조선 원정에 나서 피도(皮島)를 공격할 때 전사하여 운기위(雲騎尉) 세직(世職, 세습 관직)이 하사되었다. 이외에 만타이의 딸 아바하이(Abahai, 阿巴亥)는 진외할아버지 누르하치(努爾哈赤)과 결혼하여 대비(大妃)가 되었으며, 아지거(Ajige, 阿濟格), 도르곤(Dorgon, 多爾袞), 도도(Dodo, 多鐸) 세 황자를 낳았다.

## 같이 보기
- 여진의 지도자 목록